# Domenico Ghirlandaio
Domenico Ghirlandaio (1449 – 11 de Janeiro de 1494, Florença, Itália) foi um pintor renascentista italiano contemporâneo  de Botticelli e Filippino Lippi. Formou toda uma geração de excelentes artistas. Michelangelo foi um dos seus  aprendizes.

## Vida e obra
Seu nome completo era Domenico di Tommaso Curradi di Doffo Bigordi.Era filho de Tommaso Bigordi e da sua primeira mulher, Antonia di ser Paolo Paoli. Ele era o mais velho de seis crianças.O seu nome artístico derivava da sua "alcunha":  Il Ghirlandaio (o fabricante de guirlandas). Foi aprendiz de Alessio Baldovinetti no estudo da pintura e do mosaico.
Trabalhou em Florença, em obras no Palazzo Vecchio, e em Roma, onde criou, para o Papa Sisto IV, um afresco para a Capela Sistina, chamado Cristo chamando Pedro, André e seus Apóstolos. Suas outras obras em Roma estão perdidas. Na Toscana, as suas obras mais famosas são uma série de afrescos na capela principal, a Capela Tornabuoni, da Igreja de Santa Maria Novella, e na Capela Sassetti, esta na Igreja da Santa Trindade que é considerada a sua obra prima. A série de afrescos na Igreja da Santa Maria Novella retrata a vida da Virgem Maria e de São João Batista, com vários detalhes de cenas históricas, uma especialidade de Ghirlandaio.
Um dos grandes legados de Ghirlandaio foi ter sido um dos primeiros professores de Michelângelo. Outro aprendiz famoso foi Francesco Granacci.
Em 1480, Ghirlandaio pintou o São Jerônimo, em seu estudo e outros afrescos da Igreja de Todos os Santos, em Florença, e uma
última ceia em tamanho natural em seu refeitório. De 1481-1485, ele foi contratado em afrescos da Sala dell Orologio do Palazzo Vecchio. Ele também pintou a Apoteose de São Zenóbio, uma obra de grandes dimensões da vida, com uma estrutura de arquitetura elaborada, figura de heróis romanos, e outros detalhes secular, marcante em sua perspectiva e habilidade estrutural.

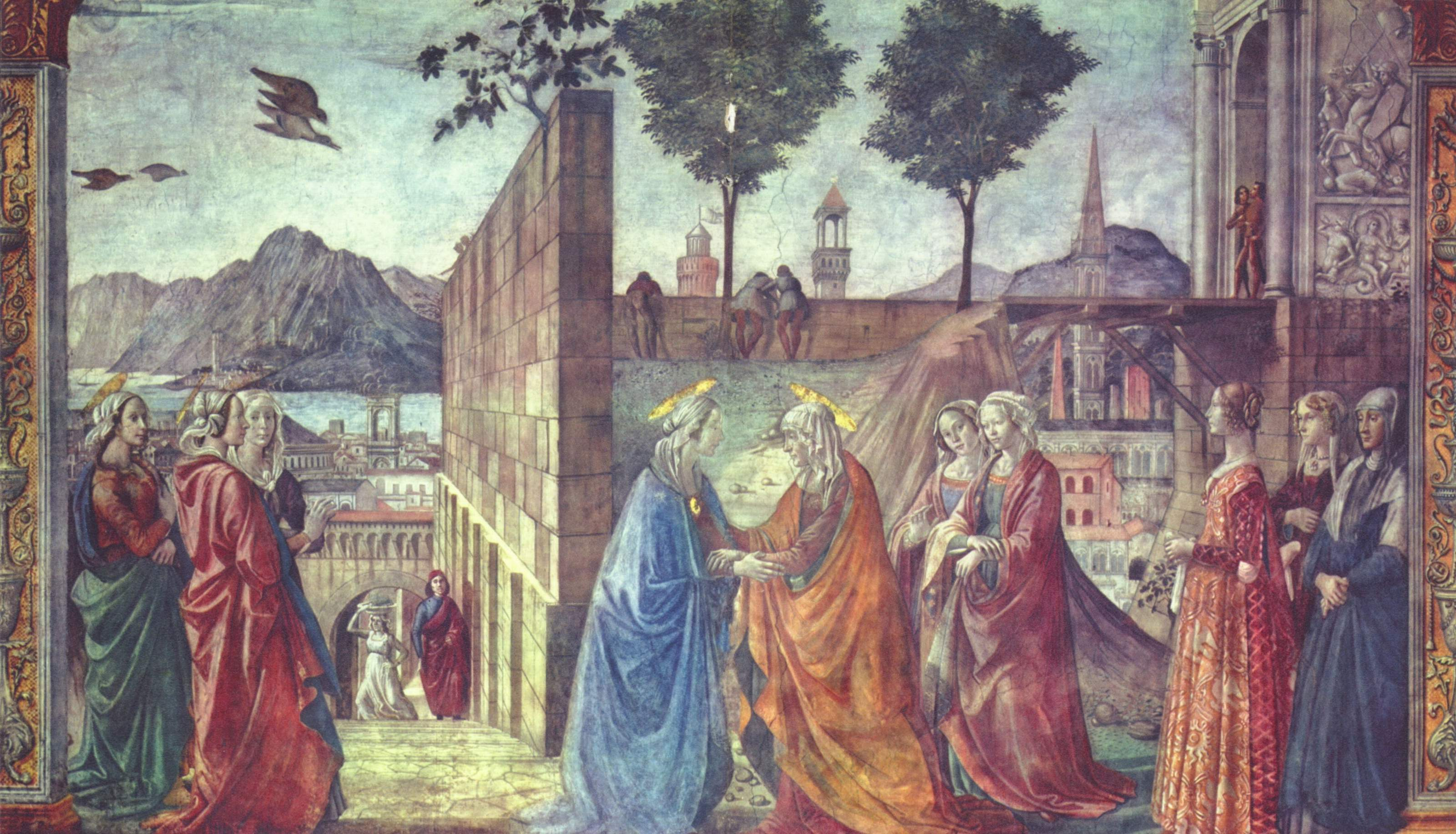
A Visitação afresco na Capela Tornabuoni da Igreja de Santa Maria Novella

Em 1483, Ghirlandaio foi chamado a Roma pelo Papa Sisto IV para pintar um afresco da parede na Capela Sistina, Cristo chama Pedro e André para seu Apostolado. Seus outros trabalhos em Roma agora estão perdidos. Antes de 1485, ele produziu afrescos para Cappella di Santa Fina, na Toscana Collegiata di San Gimignano, que, depois de cerca de 1350, estava sob o domínio da vizinha Siena.
De volta a Florença, em 1485, Ghirlandaio pintou afrescos na Capela Sassetti de Santa Trinita para o doador e banqueiro Francesco Sassetti, o gerente poderoso da agência do banco Medici em Génova, uma posição posteriormente preenchida por Giovanni Tornabuoni - futuro patrono de Ghirlandaio. Nesta capela, Ghirlandaio pintou seis cenas da vida de São Francisco, incluindo São Francisco obtendo do Papa Honório a Aprovação do Regulamento de Sua Ordem; Morte e exéquias e ressurreição, pela interposição do santo beatificado, um filho da família Spini, que morreu como resultado de uma queda de uma janela. O primeiro trabalho apresenta um retrato de Lorenzo de Medici; e o terceiro, a própria semelhança do pintor, que ele também incluiu em uma de seus retratos em Santa Maria Novella, e como na Adoração dos Magos no orfanato Ospedale degli Innocenti. O retábulo da capela Sassetti, a Adoração dos Pastores, agora está na Academia de Florença.
Imediatamente após esta comissão, Ghirlandaio foi convidado a renovar os afrescos no coro de Santa Maria Novella, que formou a capela da família Ricci, mas as famílias Tornabuoni e Tornaquinci, então muito mais proeminente do que o Ricci, realizou o custo da restauração, com condições de a questão de preservar os braços do Ricci deu origem a alguns litígios divertidos. Os afrescos Tornabuoni Capela, por Ghirlandaio e muitos assistentes, foram pintadas em quatro cursos ao longo dos três paredes, sendo os principais temas a vida de Nossa Senhora e São João Batista. Estas obras são particularmente interessantes na medida em que incluem muitos retratos istóricos, um género em que Ghirlandaio foi preeminentemente qualificado.
Neste ciclo, há nada menos do que vinte e um retratos das famílias Tornabuoni e Tornaquinci: no anjo que apareceu a Zacarias, retratos de Politian, Marsilio Ficino, e outros; na saudação de Anna e Elizabeth, a bela Giovanna Tornabuoni; na expulsão de Joachim do Templo, (Sebastiano) Mainardi e Baldovinetti. A capela Ricci foi concluída em 1490; o retábulo foi provavelmente executado com a ajuda dos irmãos de Domenico, Davide e Benedetto; a janela foi pintada de projeto próprio de Domenico.
Outros trabalhos de destaque da mão de Ghirlandaio são um retábulo em têmpera da Virgem Adorada por Zenóbio Santos, Justus e outros, pintado para a igreja de Saint Justus, mas agora na galeria Uffizi, uma obra-prima notável; Cristo em Glória com Romuald e outros santos, no Badia de Volterra; a Adoração dos Magos, na igreja do Innocenti (já mencionado), talvez o seu melhor retrato-painel (1488); e da Visitação (Louvre) que tem a última data determinada (1491) de todas as suas obras. Ghirlandaio não muitas vezes tentam o nu-um de seus quadros, incluindo nudes, Vulcan e seus assistentes Forging Thunderbolts, foi pintado para Lorenzo II de Médici, mas (como vários outros especificados por Vasari) não existe mais. Os mosaicos que ele produziu data antes de 1491, de atenção especial, é a Anunciação, em um portal da
catedral de Florença.

## Auto-retratos
Quando se tornou num dos pintores mais famosos da sua época, Ghirlandaio começou a incluir com frequência auto-retratos nas suas obras. São geralmente reconhecíveis porque olha diretamente para o espectador e pela postura orgulhosa com uma mão apoiada na cintura; outras vezes pode ser identificado por comparação com outras obras. Muitas vezes encontra-se perto de familiares seus colaboradores, como o cunhado Sebastiano Mainardi e o irmão David.

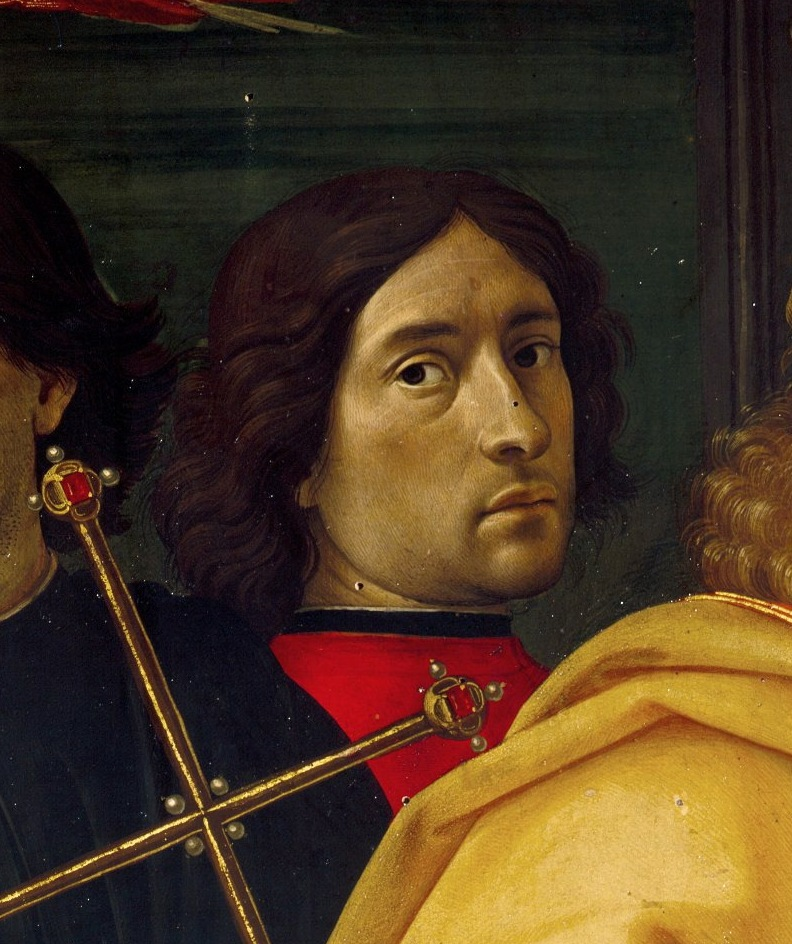
Adoração dos Reis Magos, no Spedale degli Innocenti
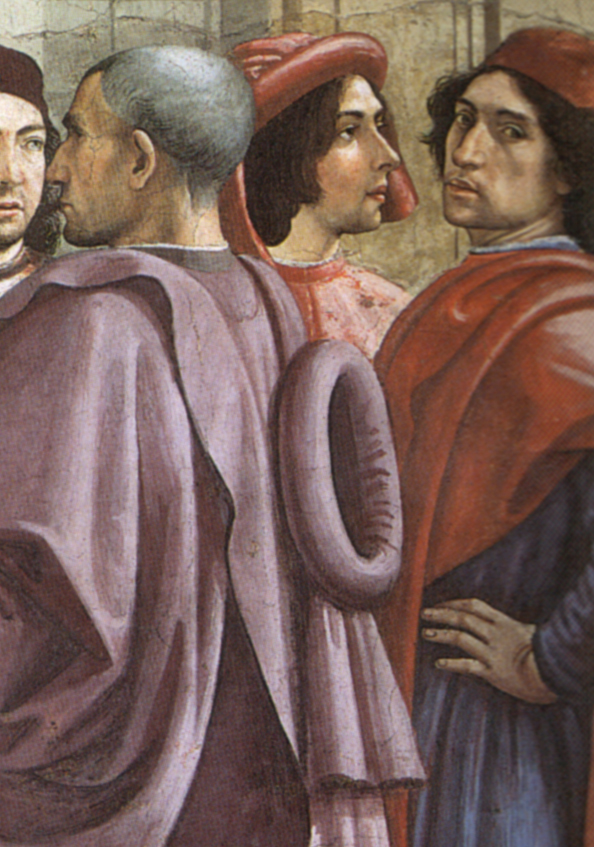
Ressurreição da criança, Capela Sassetti, a contar da esquerda David Ghirlandaio, Sebastiano Mainardi e Domenico Ghirlandaio
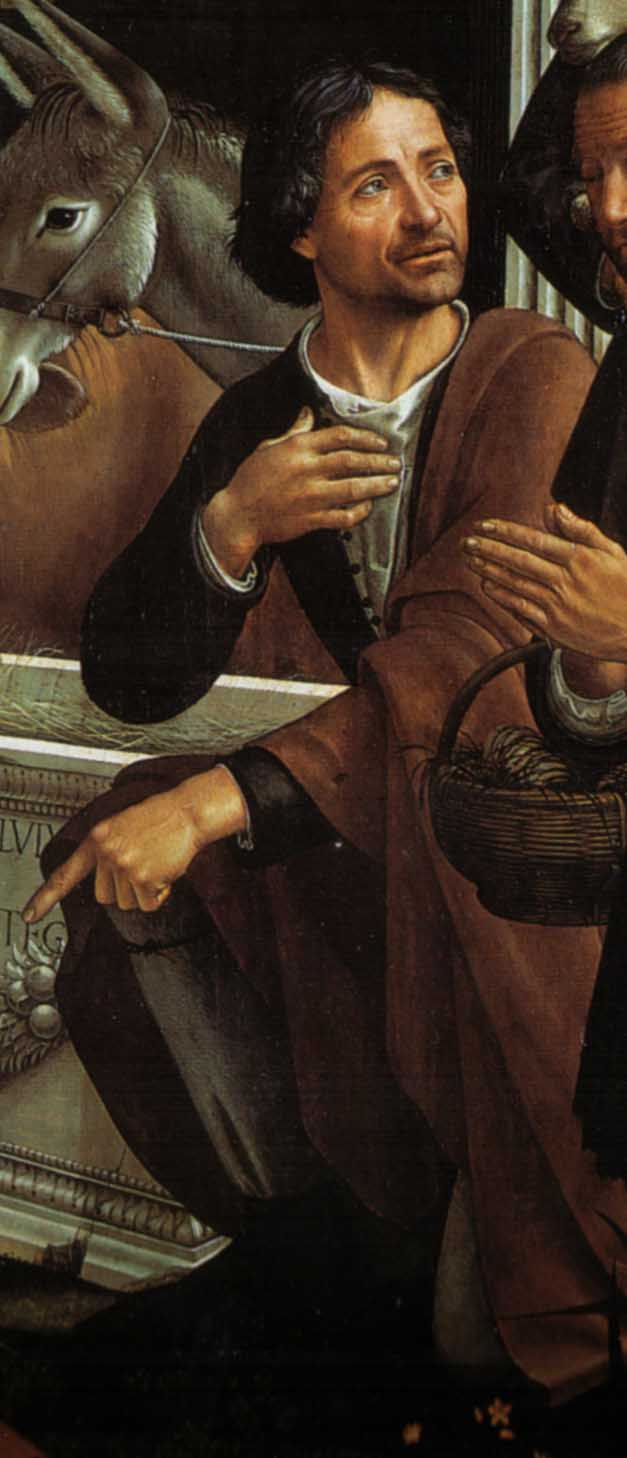
Adoração dos pastores, Capela Sassetti.
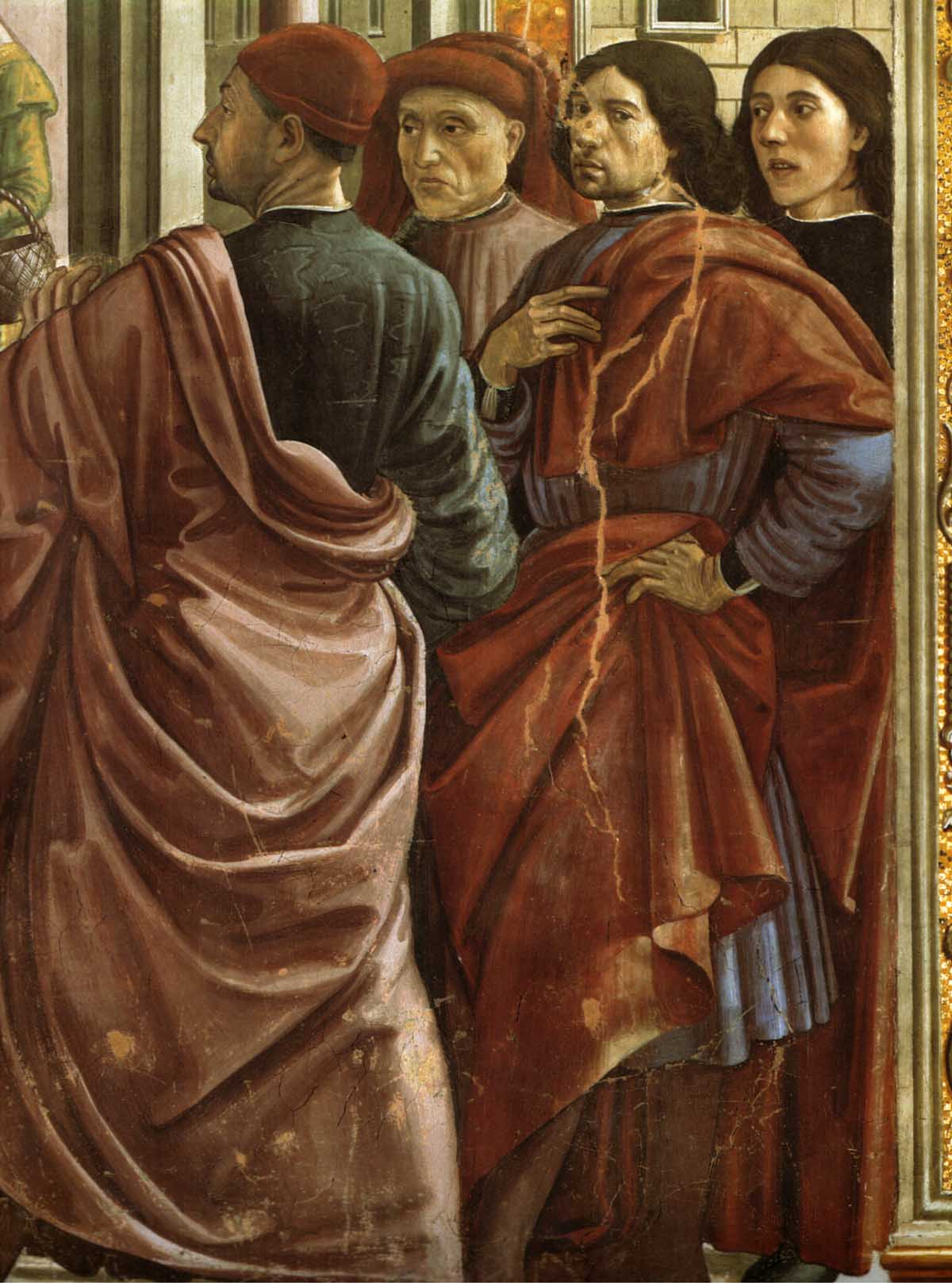
Expulsão de Joaquim do Templo (detalhe), Capela Tornabuoni, a contar da esquerda David Ghirlandaio, Tommaso Bigordi (o Alesso Baldovinetti), Domenico Ghirlandaio e Sebastiano Mainardi

## Outras obras

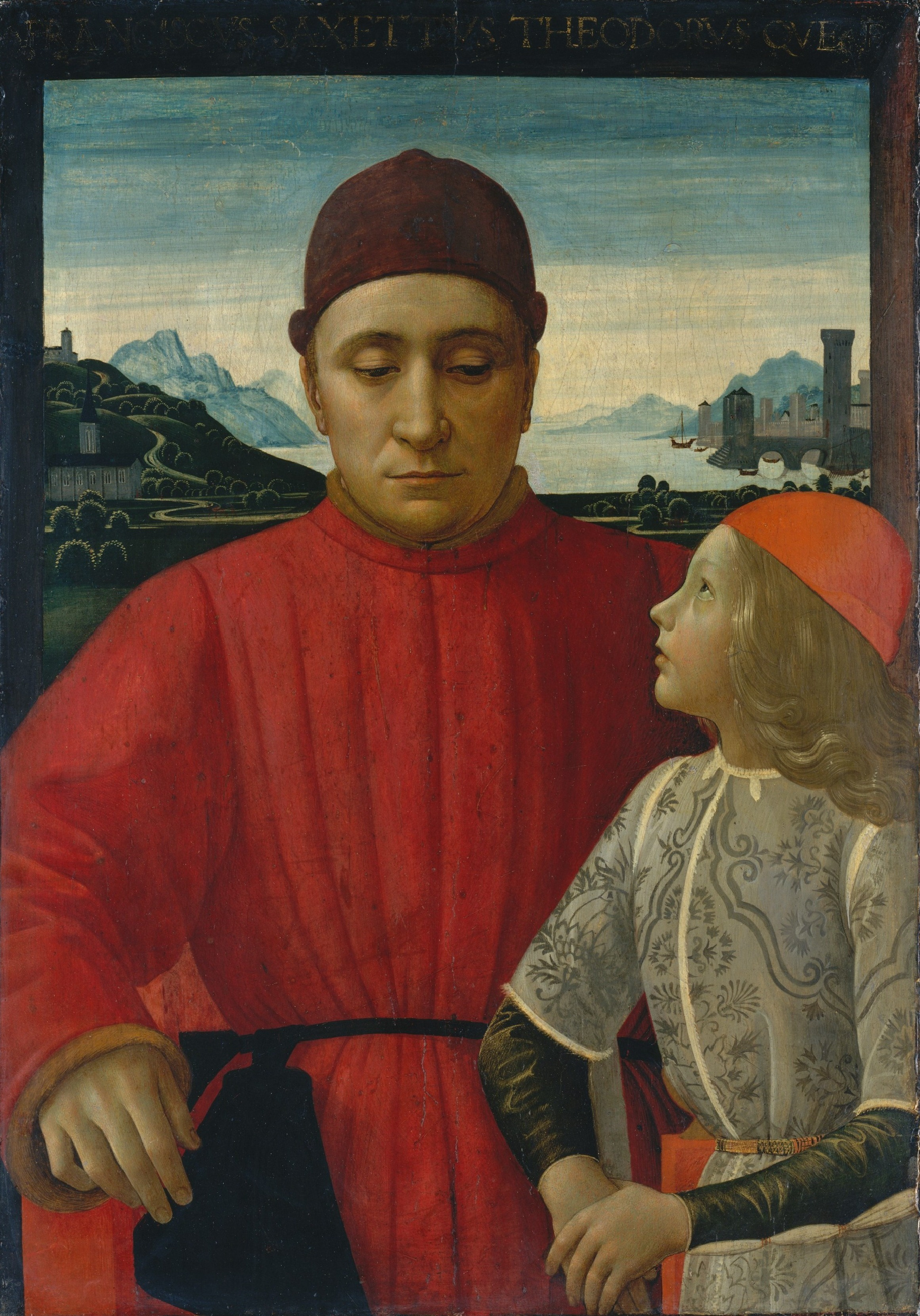
Franceso Sassetti e seu filho Teodoro, Metropolitan Museum of Art, Nova York
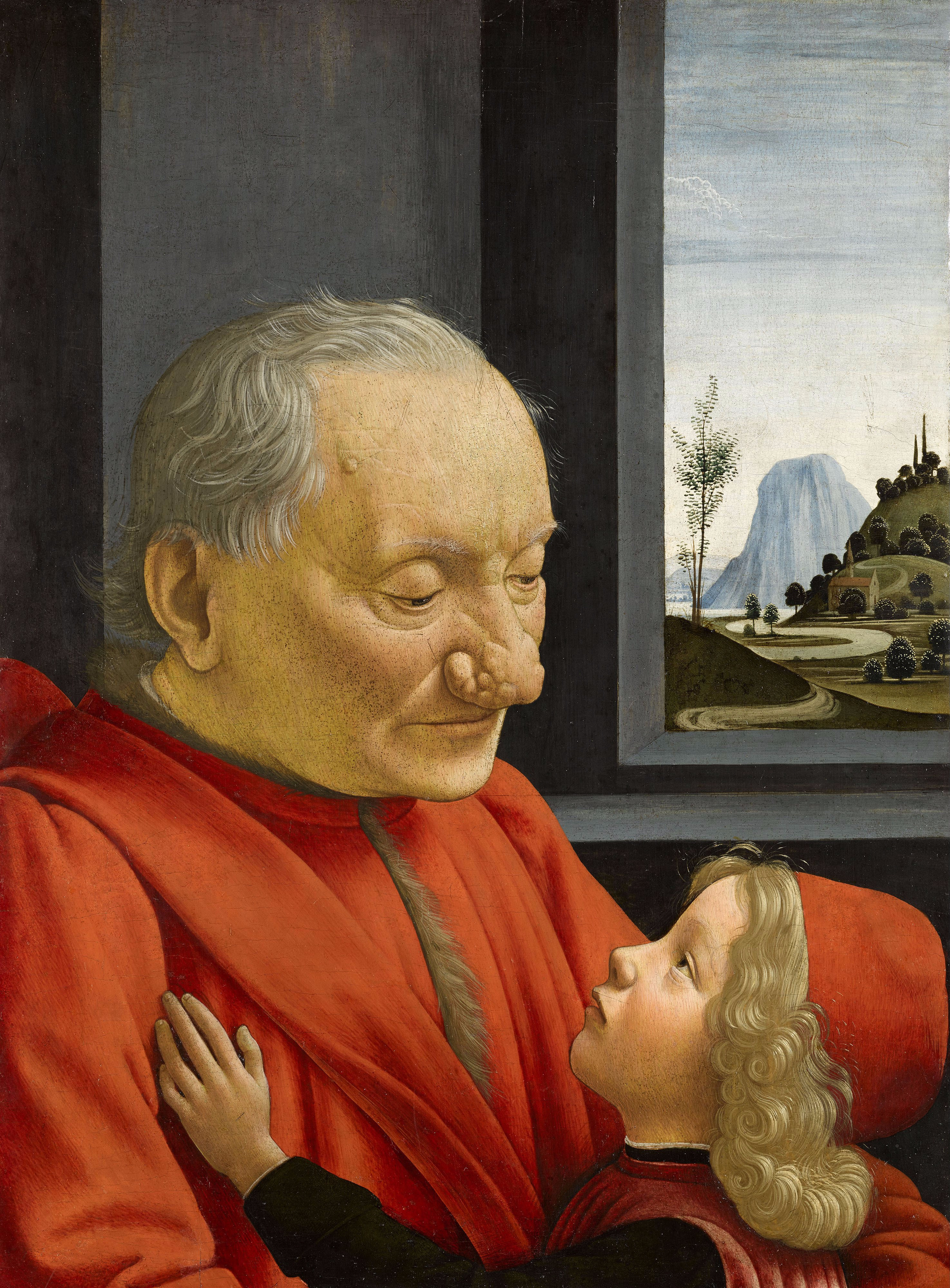
Velho com Menino, Louvre

## Obras
- Retrato de uma Jovem, c. 1490, Museu Calouste Gulbenkian
- Retrato de Giovanna Tornabuoni, 1489-90, Museu Thyssen-Bornemisza
- Visitação, 1491, Museu do Louvre